# Maimuna
Maimuna, all'anagrafe Maimuna Amadu Murasjko (in bielorusso Маймуна Амаду Мурашка?, in russo Маймуна Амаду Мурашко?; Leningrado, 28 maggio 1980), è una violinista bielorussa di madre russa e padre originario del Mali.

## Biografia
Nata nell'URSS da madre russa e da padre originario del Mali, si è trasferita durante l'infanzia coi genitori nel Paese paterno, ma in seguito la famiglia ha finito per stabilirsi a Minsk, dove viveva la nonna materna. Ha imparato a suonare il violino all'età di 10 anni.
Ha rappresentato la Bielorussia all'Eurovision Song Contest 2015 accompagnando al violino il cantante Uzari. La loro canzone non ha guadagnato l'accesso alla serata finale.